# Kaminoseki
Kaminoseki (jap. 上関町 Kaminoseki-chō) – miasto w Japonii, na wyspie Honsiu, w prefekturze Yamaguchi. Według danych na rok 2020 miejscowość zamieszkiwało 2 342 mieszkańców , a gęstość zaludnienia wyniosła 67,5 os./km².